# Kevin Hill (snowboard)
Kevin Hill né le 27 juin 1986 est un snowbordeur canadien licencié au BC Provincial. Il a débuté en Coupe du monde en 2009 à Cypress. 

## Palmarès
- Championnats du monde
  - La Molina 2011 : 14e du snowboardcross
  - Stoneham 2013 : 33e du snowboardcross
- Coupe du monde de snowboard
- Meilleur classement en snowboardcross : 9e en 2011.
- 1 podium dont une troisième place au snowboardcross de Montafon en décembre 2013.